# Гдовский кремль
Гдо́вская кре́пость, или Гдо́вский кре́мль, — руинированное каменное оборонительное укрепление в городе Гдове Псковской области, построенное в 1431 году и пришедшее в запустение к концу XVII века.

## История
Небольшой город Гдов находился на холме на берегу реки Гдовки и основан был не раньше 1300 года, так как ранее на этом месте упомянуты сельскохозяйственные угодья, принадлежавшие псковскому Иоанно-Предеченскому монастырю. К концу XIV века город, по-видимому, имел деревянно-земляные укрепления; первое упоминание Гдова относится к 1322 году — в тексте Тихоновского списка Псковской первой летописи описано разорение Причудья и Понаровья немцами, в числе захваченных ими поселений назван и «городок Гдов». При этом каких-либо сведений об укреплениях Гдова ранее XV века нет. Гдов имел выгодное положение, находясь на берегу Чудского озера, а также на дороге из Пскова на север, к берегам Балтийского моря, а потому несмотря на регулярные набеги городок быстро рос и развивался.
В 1431 году в Гдове была отстроена новая крепость, причём часть расходов взяла на себя Псковская казна, но какое-то количество трат покрыли и взносы местных зажиточных землевладельцев. К примеру, они дали 300 рублей на оплату работы 300 человек в течение 5 недель. Работы начались летом и проходили под руководством псковского наместника Александра Фёдоровича. Присутствовали на строительстве и некоторые псковские посадники и знатные люди, а трудились, в числе прочих, псковские каменщики, славившиеся мастерством. Темпы строительства и присутствие и цвета псковской знати, и работного люда говорит о том, что псковичи считали Гдов важным опорным пунктом, требующим немедленной защиты. Юго-восточная, наименее защищённая естественными преградами стена новой крепости была сделана каменной, а остальные были выстроены из дерева, о чём указано в Синодальном списке Псковской второй летописи. Строевский список Псковской третьей летописи указывает дату завершения строительства — 1 ноября. Полукаменная крепость, вероятно, считалась псковичами незавершённой и недостаточно обороноспособной, а потому в 1434 году, по сведениям из той же летописи, каменная стена была усилена.
Со временем и все остальные деревянные укрепления были заменены на каменные, сложенные из валунных камней и плитняка. Стены были толстыми (3,5-5 м) и высокими (7,5-8 м).
В старину кремль имел шесть боевых башен и трое проездных ворот. С двух сторон укрепление обтекала река Гдовка, с третьей — ручей (в древности река) Старица. Перед четвёртой, юго-восточной стороной, был сооружен ров шириной 14 м и глубиной не менее 3,5 м.
В середине XV века возле Псковских и Кушельских ворот Гдовского кремля были выстроены захабы длиной 30 и 22 метра, которые затрудняли подход к воротам: прежде чем войти в крепость, теперь нужно было, делая крутые повороты, пройти двое ворот и коридорный проход, который простреливался сверху.
В 1520—1530 годах в кремле построен большой каменный Собор Дмитрия Солунского.
К 1584—1585 годам относится подробное описание строений кремля в «Книге псковского пригорода Гдова письма и меры Ивана Васильевича Дровнина с товарыщи»:
Длина города 124 сажени, а поперег города 70 сажен с полусаженью. В высоту городные стены 4 сажени, а поперег стены 2 сажени. А мера стене круг всего города 392 сажени с полусаженью. Трои ворота. Ворота Псковские деревянные, збиваны в 2 доски, да у ворот решетка деревянная. Перед вороты башня отводная каменная, вдоль полодинатцати сажени, а поперег три сажени, а на ней роскат, а на раскате верхнево бою 9 окон, да нижнего бою 3 окна. Да у ворот по обе стороны в стене нижнего бою 6 окон, да возле стены у ворот окно. Да из отводные башни за город ворота деревянные, збиваны в 2 доски. А около тое отводные башни рубленые тарасы деревянные, а окладены дерном, а длина около отводные башни 40 сажен, а поперег 2 сажени. У тех же ворот на угле башня круглая, вдоль и поперег 2 сажени, верхнево бою 4 окна, середнего 3 окна, а нижнего 2 окна. А около башни рубленые тарасы деревянные и дерном окладены. Да подле тое ж башни изнутри города слух. От ноугольные от Круглые башни до Середине да Таиницкие [башни] вдоль по стене 61 сажень. К стене верхнего бою 17 окон, а подошевного окно. Башня Середняя над тайником, каменная, окладена дерном, вдоль и поперег 2 сажени с локтем по середней бой, а в нем 4 окна. В верхнем бою по пяти окон, а в середнем и в подошевном бою по 3 окна. [Из] города тайник, в глубину по леснице 8 сажен [с локтем], а поперег полтретью сажени, а в нем колодез. Да ис тайника ... 3 окна боевых. От Середние башни до Малых ворот [вдоль по стене] 39 сажен. А из города верхнево бою 13 окон, да подошевного бою окно. Ворота Малые древяные, збиваны в две доски, а у ворот решотка древяная. А над вороты башенка малая, а из башни верхнево бою одно окно над вороты, да подошевного бою 2 окна. У Малых же ворот башня отводная деревянная, рублена в две стены, окладена дерном, в длину 8 сажен, а поперег 3 сажени [верхнего] бою 8 окон, а подошовного 6 окон. У тех же ворот изнутри города раскат деревянной, вдоль полпяты сажени, а поперег 3 сажени. От раската Малых ворот до Кушеского до науголного роскату вдоль стене 61 сажен из города верхнего бою 19 окон, подошевного б окон. Ворота Кушелские древяные, збиваны в 2 доски, у ворот решотка деревя-ная. Перед вороты башня отводная каменна, вдоль 11 сажен, а поперег 4 сажени, а на башни роскат, а подошевного бою из башни 2 окна, а из загородья окладена дерном. Да у тое ж отводные башня отводная деревянная за город, на углу, рублена 2 стены, окладено дерном, вдоль 7 сажен с локтем, а поперег 4 сажени. А в ней верхнего бою окно над вороты, да подошевного бою 6 окон. Да с тое ж башни ворота за город деревянные. У Кушеских же ворот на углу роскат деревянной, вдоль 5 сажен, а поперег 4 сажени. У того же роскату слух за город возле стены. От Кушеского от наугольного роскату да Пятелинские башни вдоль по стене 60 сажен. А из города верхнево бою 14 окон подошевного 3 окна. Башня круглая Пятелинская [с Загородья] окладена дерном и землею по середний бой. Вдоль и поперег 2 сажени с локтем. А из нее верхнего бою 6 окон, середнего и подошевного по пяти окон. Да у тое ж башни слух за город ....башни. От Пятелинские от круглые башни до наугольного раскату вдоль по стене 57 сажен, а из города верхнего бою 13 окон, да подошевного 3 окна на углу от костра. Изнутри города роскат, вдоль 5 сажен, а поперег 4 сажени. На том же углу башня отводная деревянная за город, рублена в 2 стены, окладена дерном и землею, вдоль 7 сажен, а поперег 3 сажени, а на ней роскат. А из ней середнего бою 7 окон, да подошевного 7 окон. Да ис тое ж башни ворота тайные во рвы. Да под нею ж слух за город и в город приход. Да ворота ис середнево бою в город. Да под тою ж башнею башня отводная во рвы, и вдоль и поперег 3 сажени, а от ней подошевного бою по рвом 3 окна. От науголного роскату да науголные башни, что у Псковских ворот, вдоль по стене 68 сажен, а из города верхнего бою 20 окон, подошевного 2 окна. Да изнутри города всия городовые стены рублены тарасы, поперег 3 сажени без локти, а вверх дву сажен, а проходу меж городовые стены сажень с локтем. Да за городом у Кушелских ворот по глухому застенью и до науголные башни рву 127 сажен. Да от Кушелских же ворот по другую сторону до Псковских ворот обошла река Гдова. А от Псковских ворот до наугольные башни ручей обошел. На городе: пищаль грановитая, а у ней ядер железных 156 ядер, а весом ядро по 8 гривенок, 4 пищали полуторных, а у них 930 ядер железных, пищаль волконет, а у ней 100 ядер железных, 3 пищали полковых, а у них 4150 ядер железных, 7 пищалей девятипядных, а у них 2170 ядер железных, 5 пищалей скорострелных, а у них 1000 ядер железных, 2 тюфяки, а у них 5 пуд дробу железного, 90 пищалей затинных, а у них сорок две тысячи ядер железных, пищаль сороковая, а у ней 200 ядер железных. А зелья ко всему наряду 246 пуд и 11 гривенок, да 47 пуд свинцу. В городе ж церковь каменна соборная великомученик Христов Дмитрей Селунский, да церковь Успения Пречистые Богородицы, да церковь архангела Михаила, обе каменны, да колоколница каменна, а поставлены те храмы Успения Пречистые и архангел Михаил и колоколница после писма. А церковное строение и на колоколнице колокола писаны в церковном строении. Да в городе ж царя и великого князя 5 житниц, в них сыплют государев хлеб привозной и запас, сухари и толокно и крупы, а ведает те житницы губной староста Семейка Пустошкин, да целовальники. Да 8 мест пусты. Двор намеснич, а во дворе хором: горница получетверты сажени, да повалуша полутретья сажени. Да у ворот изба четырех сажен, перед нею сени дву сажен, клеть дву сажен, а над ледником клеть дву сажен, погреб с напогребницею полутретьи сажени. Поварня в яме полутретья сажени. Изба поваренная полутретью сажени, перед нею сени дву сажен. Житница дву сажен, сенник трех сажен, конюшня — 2 стены четырех сажен, а две полуторы сажени. Все хоромы ветчаны.

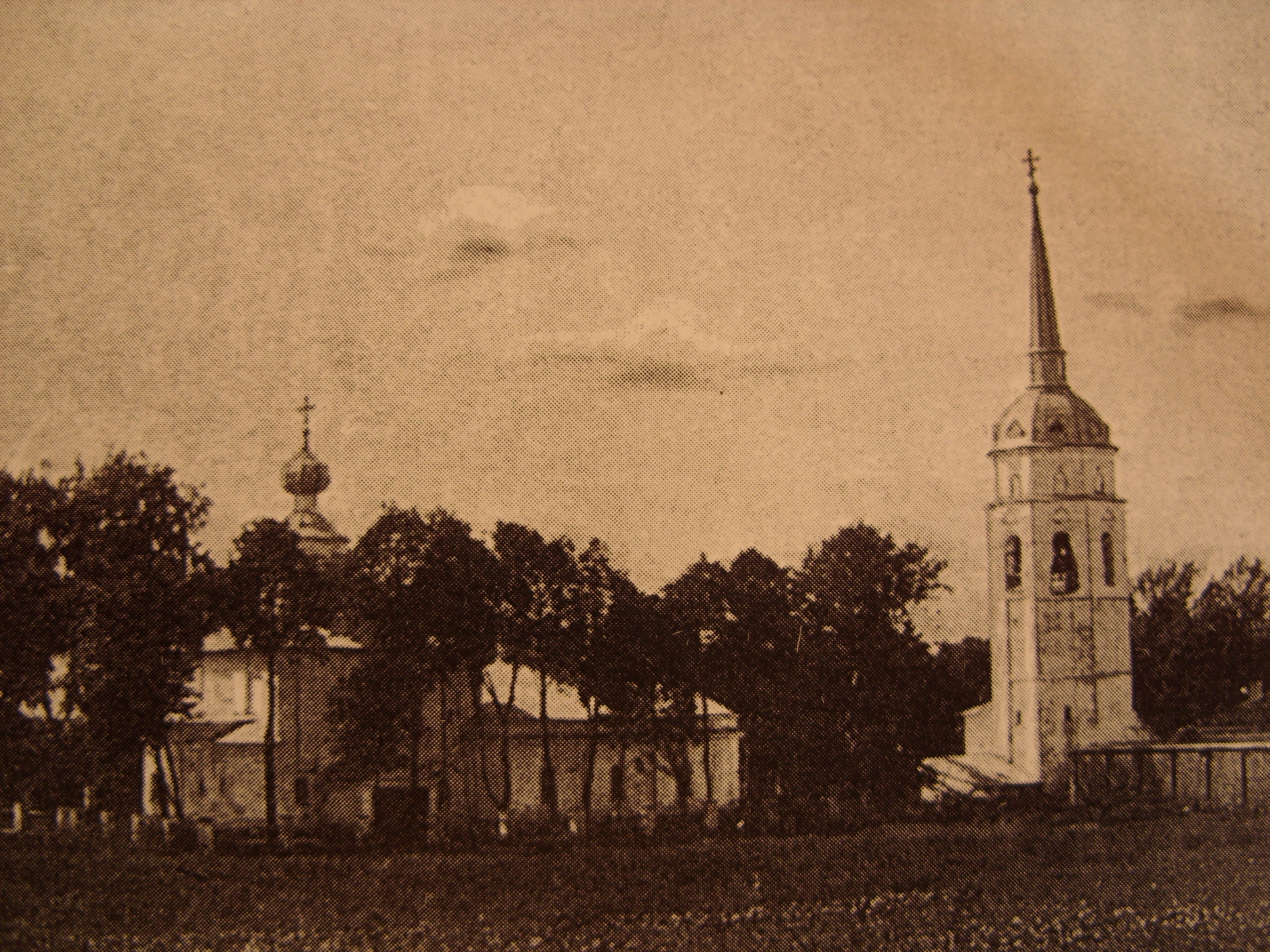

Гдовский кремль занимал исключительно важное фортификационное положение на берегу Чудского озера, разделявшего Русь и Ливонию. Находясь на важнейшей сухопутной дороге к Пскову, Гдов прикрывал его с севера. За время своего существования кремль Гдова неоднократно подвергался нападениям (например, в 1323, 1480, 1613 годах). С 1614 по 1621 годы в городе властвовали шведы.
Особенно сильным разрушениям кремль, видимо, подвергся в XVII веке: к этому времени относятся разломы в кладке, следы взрывов и найденные археологами снаряды (9 обломков железных ядер и одно целое каменное ядро диаметром 9 см и весом 7,6 кг). В 1686 году кремль пострадал от опустошительного пожара.
В 1706 году Гдов посетил царь Пётр I. Он приказал присыпать стены землёй для их лучшего усиления. Сейчас на месте каменных башен сохранились земляные холмы, насыпанные в XIX веке при устройстве городского парка. В XVIII веке часть стен крепости была разобрана. В 1781 году повелением Екатерины II ломка крепости на время прекратилась.
В феврале 1944 года Гдовский кремль был почти полностью разрушен. Был взорван Дмитриевский собор в кремле, однако уцелели крепостные стены.

## Описание

### Сохранившиеся сооружения

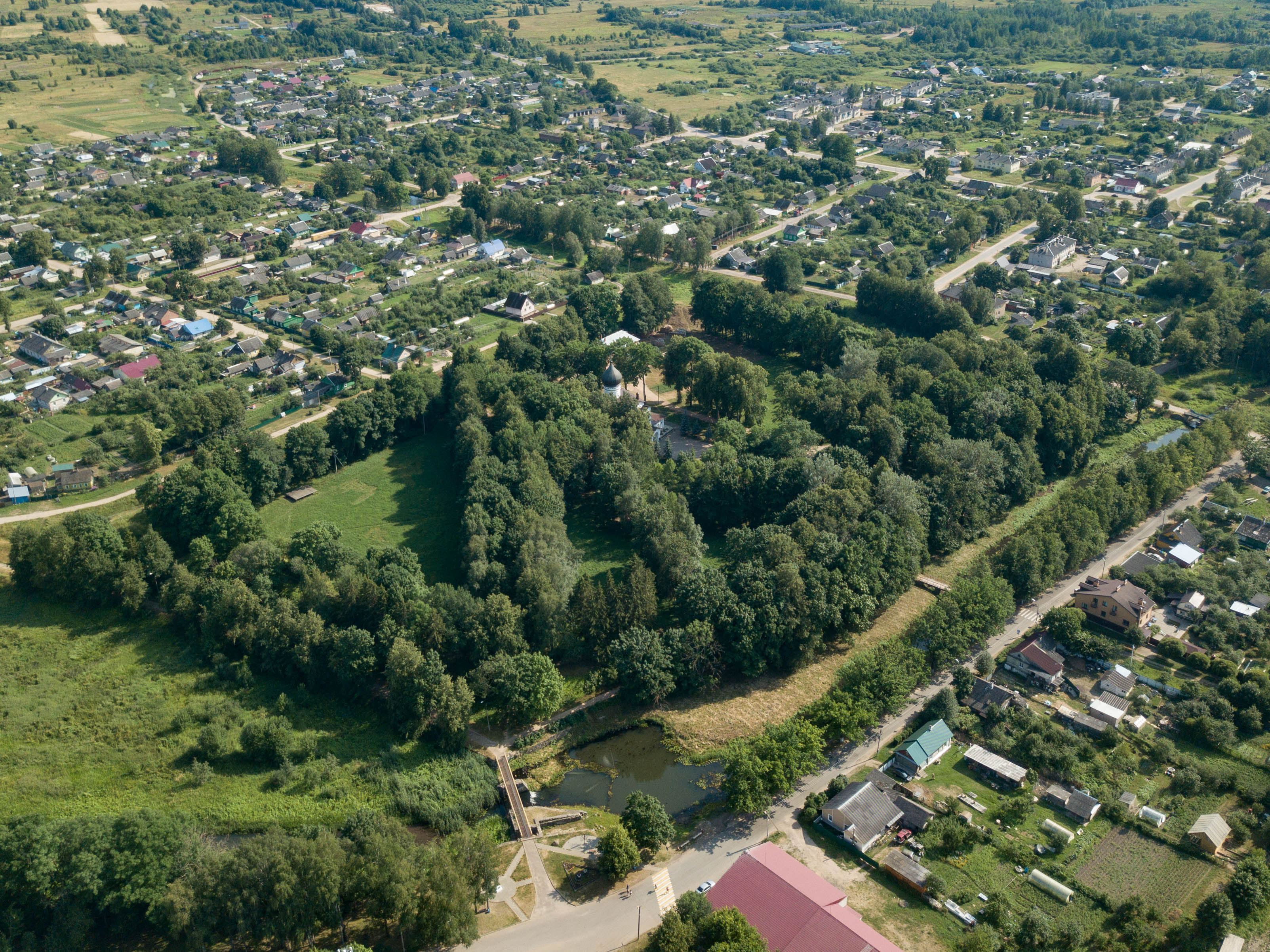
Современный вид Гдовской крепости

- Фрагменты стен: ныне сохранилось три стены крепости (Юго-Западная, Юго-Восточная и Северо-Восточная) и земляные холмы на месте разрушенных башен и ворот высотой 4—6 метров.
- Собор в честь иконы Державной Божией Матери, построенный на фундаменте собора Дмитрия Солунского (1520—1530), разрушенного в годы Великой Отечественной войны.

### Комментарии
1. ↑  Городом чаще всего называли поселения, имевшие какую либо фортификацию.